# Garth Crooks
Garth Anthony Crooks (ur. 10 marca 1958 w Stoke-on-Trent) – angielski piłkarz jamajskiego pochodzenia występujący na pozycji napastnika.

## Życiorys
Wychowanek Stoke City, w swojej karierze grał także w takich zespołach jak Tottenham Hotspur, Manchester United, West Bromwich Albion oraz Charlton Athletic. Były reprezentant Anglii do lat 21. Po zakończeniu kariery pełnił m.in. funkcję prezesa Professional Footballers’ Association, a także współpracował ze stacją BBC Sport.
Odznaczony Orderem Imperium Brytyjskiego IV klasy (OBE).

## Sukcesy

### Tottenham Hotspur
- Puchar Anglii: 1980/81, 1981/82
- Puchar UEFA: 1983/84